# История сэра Чарльза Грандисона
«История сэра Чарльза Грандисона» (англ. The History of Sir Charles Grandison) — эпистолярный роман английского писателя Сэмюэла Ричардсона, впервые опубликованный в 1753 году. Имел огромный успех у читателей, в последующие эпохи оценивался неоднозначно.

## Сюжет
Заглавный герой романа — идеальный джентльмен, умный, красивый, добродетельный, чуждый мещанской морали. Сэр Чарльз Грандисон спасает юную провинциалку Харриет Байрон, которую похитил повеса сэр Харгрейв Полликсфен, та в него влюбляется, и он отвечает ей взаимностью. Однако сэра Чарльза связывает обещание жениться на итальянской аристократке Клементине делла Порретта. В финале Клементина решает, что не может вступить в брак с протестантом, и Грандисон женится на Харриет.
Как и остальные произведения Ричардсона, «История сэра Чарльза Грандисона» написана в форме эпистолярного романа. Литературоведы констатируют, что эта книга получила название в новом для автора стиле, характерном скорее для Генри Филдинга («История приключений Джозефа Эндруса и его друга Абраама Адамса», «История Тома Джонса, найдёныша»), которого Ричардсон считал своим идейным противником и даже личным врагом. Это единственный роман писателя, в котором воплощением добродетели оказывается не женщина, а мужчина.

## Оценки
Роман имел огромный успех у первых читателей, но получил неоднозначные оценки от представителей более поздних эпох. Так, Вальтер Скотт отмечал, что в «Грандисоне» слишком много авторских рассуждений и бесед на отвлечённые темы, из-за чего страдает действие. Джейн Остин очень любила этот роман Ричардсона, который, как считается, предвосхитил её творчество. Критики XX века отмечают, что роман может считаться относительной творческой неудачей по сравнению с «Клариссой» в том числе из-за чрезмерной добродетельности главного героя.
«Всесторонняя и назойливая демонстрация Добродетели с самой большой буквы на протяжении столь объёмистого романа рискует довести обыкновенного читателя до состояния, близкого к состоянию покинутой Клементины, но современники и соотечественники Ричардсона были необыкновенными читателями, и роман соответственно имел у них необыкновенный успех», — написал один из литературоведов.
Автор статьи о Ричардсоне в «Большой российской энциклопедии» охарактеризовал роман как «этическую утопию, рисующую образ идеального дворянина».